# Half a House
Half a House è un film del 1975 diretto da Brice Mack.